# ИААФ Гран при финале
ИААФ Гран при финале (званично енгл. IAAF Grand Prix Final) је бивше атлетско такмичење организовано једном годишње од стране ИААФ. Одржавало се од 1985. до 2002, а окупљало је атлетичаре који су освојили највећи број бодова на разним такмичењима ИААФ.
Гранд при финале је 2003. заменило Светско атлетско финале истог организатора.

## Преглед такмичења
| - 1985. : Рим - 1986. : Рим - 1987. : Брисел - 1988. : Берлин - 1989. : Монако - 1990. : Атина - 1991. : Барселона - 1992. : Торино - 1993. : Лондон |  | - 1994. : Париз - 1995. : Монако - 1996. : Милано - 1997. : Фукуока - 1998. : Москва - 1999. : Минхен - 2000. : Доха - 2001. : Мелбурн - 2002. : Париз |

## Победници

### Мушкарци
| Такмичење | Злато                          | Бодови | Сребро                                 | Бодови | Бронза                              | Бодови |
| 1985.     | Даг Падиља · САД               | 63 | Мајкл Френкс · САД                     | 60     | Сергеј Бупка · Совјетски Савез      | 59     |
| 1986.     | Саид Ауита · Мароко            | 63 | Андре Филипс САД ·                     | 61     | Стив Скот · САД                     | 61     |
| 1987.     | Тони Кембел · САД              | 63 | Грег Фостер · САД                      | 59     | Сергеј Бупка · Совјетски Савез ·    | 58     |
| 1988.     | Саид Ауита · Мароко            | 63 | Мајк Конли · САД                       | 61     | Дени Харис · САД                    | 58     |
| 1989.     | Саид Ауита · Мароко            | 69 | Роџер Кингдом · САД                    | 63     | Стив Бакли · Уједињено Краљевство   | 63     |
| 1990.     | Лирој Барел · САД              | 63 | Нуредин Морсели · Алжир                | 61     | Дени Харис · САД                    | 59     |
| 1991.     | Сергеј Бупка · Совјетски Савез | 69 | Јан Железни · Чехословачка             | 63     | Мајк Џонсон · САД                   | 63     |
| 1992.     | Кевин Јан · САД                | 63 | Вернер Гинтер · Швајцарска             | 63     | Игор Астапкович · Белорусија        | 59     |
| 1993.     | Сергеј Бупка · Украјина        | 72 | Јан Железни · Чешка                    | 72     | Колин Џексон · Уједињено Краљевство | 72     |
| 1994.     | Нуредин Морсели · Алжир        | 78 | Самјуел Матете · Замбија               | 72     | Мајк Конли · САД                    | 72     |
| 1995.     | Мозиз Киптануи · Кенија        | 84 | Јан Железни · Чешка                    | 72     | Марк Крир · САД                     | 72     |
| 1996.     | Данијел Комен · Кенија         | 103 \|\|} Џонатан Едвардс · Уједињено Краљевство\|\|align="center"\|99 \|\| Денис Мичел · САД\|\|align="center"\| 95 |                                        |        |                                     |        |
| 1997.     | Вилсон Кипкетер · Данска       | 114 | Ларс Ридл · Немачка                    | 99     | Марк Крир · САД                     | 95     |
| 1998.     | Хишам ел Геруж · Мароко        | 136 | Хајле Гербселасије · Етиопија          | 114    | Брајан Бронсон · САД                | 97     |
| 1999.     | Бернард Бармасај · Кенија      | 111 | Констадинос Гацијудис · Грчка          | 109    | Вилсон Кипкетер · Данска            | 108    |
| 2000.     | Анџело Тејлор · САД            | 101 | Јуриј Билоног · Украјина               | 94     | Адам Нелсон · САД                   | 93     |
| 2001.     | Андре Бухер · Швајцарска       | 102 | Ален Џонсон · САД                      | 101    | Хишам ел Геруж · Мароко             | 100    |
| 2002.     | Хишам ел Геруж · Мароко        | 116 | Феликс Санчез · Доминиканска Република | 116    | Кристијан Олсон · Шведска           | 102    |

### Жене
| Такмичење | Злато                       | Бодови | Сребро                              | Бодови | Бронза                        | Бодови |
| 1985.     | Мери Декер · САД            | 69     | Стефка Костадинова · Бугарска       | 63     | Judi Brown-King · САД         | 63     |
| 1986.     | Јорданка Донкова · Бугарска | 69     | Маричика Пујка · Румунија           | 65     | Цветанка Христова · Бугарска  | 63     |
| 1987.     | Мерлин Оти · Јамајка        | 63     | Дојна Мелинте · Румунија            | 63     | Стефка Костадинова · Бугарска | 61     |
| 1988.     | Паула Иван · Румунија       | 63     | Грејс Џексон · Јамајка              | 63     | Ана Фиделија Кирот · Куба     | 57     |
| 1989.     | Паула Иван · Румунија       | 67     | Галина Чистјакова · Совјетски Савез | 63     | Сандра Фармер-Патрик · САД    | 63     |
| 1990.     | Мерлин Оти · Јамајка        | 63     | Хајке Дрекслер · Источна Немачка    | 63     | Перта Фелке · Источна Немачка | 63     |
| 1991.     | Хајке Хенкел · Немачка      | 63     | Мерлин Оти · Јамајка                | 63     | Наталија Артјомова · Русија   | 63     |
| 1992.     | Хајке Дрекслер · Немачка    | 63     | Мерлин Оти · Јамајка                | 61     | Трине Хатестад · Норвешка     | 59     |
| 1993.     | Сандра Фармер-Патрик · САД  | 72     | Соња О'Саливан · Ирска              | 72     | Стефка Костадинова · Бугарска | 72     |
| 1994.     | Џеки Џојнер Керси · САД     | 72     | Светла Димитрова · Бугарска         | 72     | Соња О'Саливан · Ирска        | 72     |
| 1995.     | Марија Мутола · Мозамбик    | 78     | Ана Бирјукова · Русија              | 72     | Гвен Торенс · САД             | 72     |
| 1996.     | Људмила Енквист · Шведска   | 93     | Мерлин Оти · Јамајка                | 90     | Мишел Фриман · Јамајка        | 85     |
| 1997.     | Астрид Кумбернус · Немачка  | 99     | Деон Хемингс · Јамајка              | 93     | Ким Батен · САД               | 91     |
| 1998.     | Марион Џоунс · САД          | 130    | Светлана Мастеркова · Русија        | 107    | Фалилат Огункоја · Нигерија   | 101    |
| 1999.     | Габријела Сабо · Румунија   | 108    | Марија Мутила · Мозамбик            | 108    | Дион Хемингс · Јамајка        | 104    |
| 2000.     | Трине Хатестад · Норвешка   | 110    | Марион Џоунс · САД                  | 104    | Гејл Диверс · САД             | 104    |
| 2001.     | Виолета Секељ · Румунија    | 116    | Марија Мутила · Мозамбик            | 105    | Татјана Терешчук · Украјина   | 96     |
| 2002.     | Марион Џоунс · САД          | 116    | Гејл Диверс · САД                   | 111    | Ана Гевара · Мексико          | 108    |